# Torre de Pisa
La torre de Pisa o torre inclinada de Pisa (en italiano: torre pendente di Pisa) es la torre campanario de la catedral de Pisa, situada en la plaza del Duomo de Pisa, en la ciudad del mismo nombre, municipio de la región italiana de la Toscana y capital de la provincia homónima de Italia. Su altura original era de 60 m aunque actualmente mide 56.67 m desde la base en el lado más alto y 55.86 m desde la base en su lado más bajo. Su peso se estima en 14 500 toneladas y su inclinación es de unos 4°, extendiéndose 4.0m de la vertical. Tiene ocho niveles: una base de arcos ciegos con 15 columnas, seis niveles adornados con arcadas abiertas de medio punto, y un campanario en la cima. La escalera interna en espiral tiene 251 escalones. Está considerada, junto a la catedral de la que forma parte, una de las joyas del arte Románico.
La torre comenzó a inclinarse durante su construcción en agosto de 1173, debido a que el suelo era blando y no podía soportar adecuadamente el peso de la estructura. La inclinación empeoró hasta la finalización de la construcción en el siglo XIV. En 1990, la inclinación había alcanzado los 5,5 grados. La estructura se estabilizó mediante trabajos de reparación entre 1993 y 2001, que redujeron la inclinación a 3,97 grados.
El gobierno italiano solicitó ayuda el 27 de febrero de 1964 para evitar su derrumbe, y el 7 de enero de 1990 fue cerrada al público como medida de seguridad. En mayo de 2008, después de la eliminación de 70 toneladas métricas (70 000 kg) de tierra, los ingenieros de la torre anunciaron que se había estabilizado de tal forma que había dejado de moverse por primera vez en su historia. Se indicó que iba a ser estable durante al menos 200 años. Se volvió a permitir la entrada al público el 16 de junio de 2011, después de la finalización de 20 años de trabajo. ( escuche el sonido de las campanas.).
En 1987, el conjunto patrimonial de la plaza del Duomo fue declarado Patrimonio de la Humanidad por la Unesco.

## Historia
La construcción de la torre de Pisa se desarrolló en tres etapas durante un periodo de 199 años. La construcción de la primera planta comenzó el 9 de agosto de 1173, en un periodo de éxito militar y prosperidad. La primera planta está rodeada de semicolumnas con capiteles clásicos y arcos ciegos, todo ello en mármol de color muy blanco.
Durante muchos años el diseño se atribuyó a Guglielmo, un artista residente en Pisa en el siglo XII, famoso por sus piezas de bronce fundido, particularmente en la catedral de Pisa. Sin embargo, una reciente investigación determinó que la autoría del edificio correspondería finalmente a Bonanno Pisano, el cual dejó Pisa en 1185 y se trasladó a Monreale, Sicilia. Su sarcófago fue descubierto al pie de la torre en 1820.
Después de que se construyera el tercer piso en 1178, la torre se inclinó tres metros hacia el norte, debido a unos cimientos débiles, en un subsuelo inestable. El diseño de esta torre era imperfecto desde su comienzo y su construcción cesó durante un siglo, debido a las guerras entre los pisanos y los Estados vecinos. Este lapso permitió al suelo asentarse; de otro modo, la torre se habría derrumbado.
En 1272, Fernando di Vincenzo, arquitecto autor del camposanto, retomó la construcción. Se añadieron entonces cuatro nuevas plantas, construidas con cierto ángulo con objeto de contrarrestar la inclinación. Las obras se detuvieron nuevamente en 1284 tras la victoria genovesa ante Pisa en la batalla de Meloria.
En 1372 Tommasso di Andrea Pisano construyó la última planta (el campanario) y se colocaron las campanas. Se considera que su intervención combina armónicamente los elementos góticos del campanario con el estilo románico de la torre. Las campanas son siete y cada una corresponde a una nota de la escala musical; la mayor de ellas fue instalada en 1655. Sin embargo, tras la conclusión del campanario, la torre empezó de nuevo a inclinarse, esta vez hacia el sur.
Se dice que Galileo Galilei dejó caer dos balas de cañón de diferente masa desde la torre para demostrar que la velocidad de descenso era independiente de la masa. La historia, aunque descrita por un estudiante del propio Galileo, se considera un mito.
Unos pocos años después de finalizada la torre, el daño en su estructura se hizo manifiesto y muchos de los elementos de piedra originales realizados en mármol de San Giuliano fueron sustituidos; para ello, se empleó mármol blanco de Carrara .

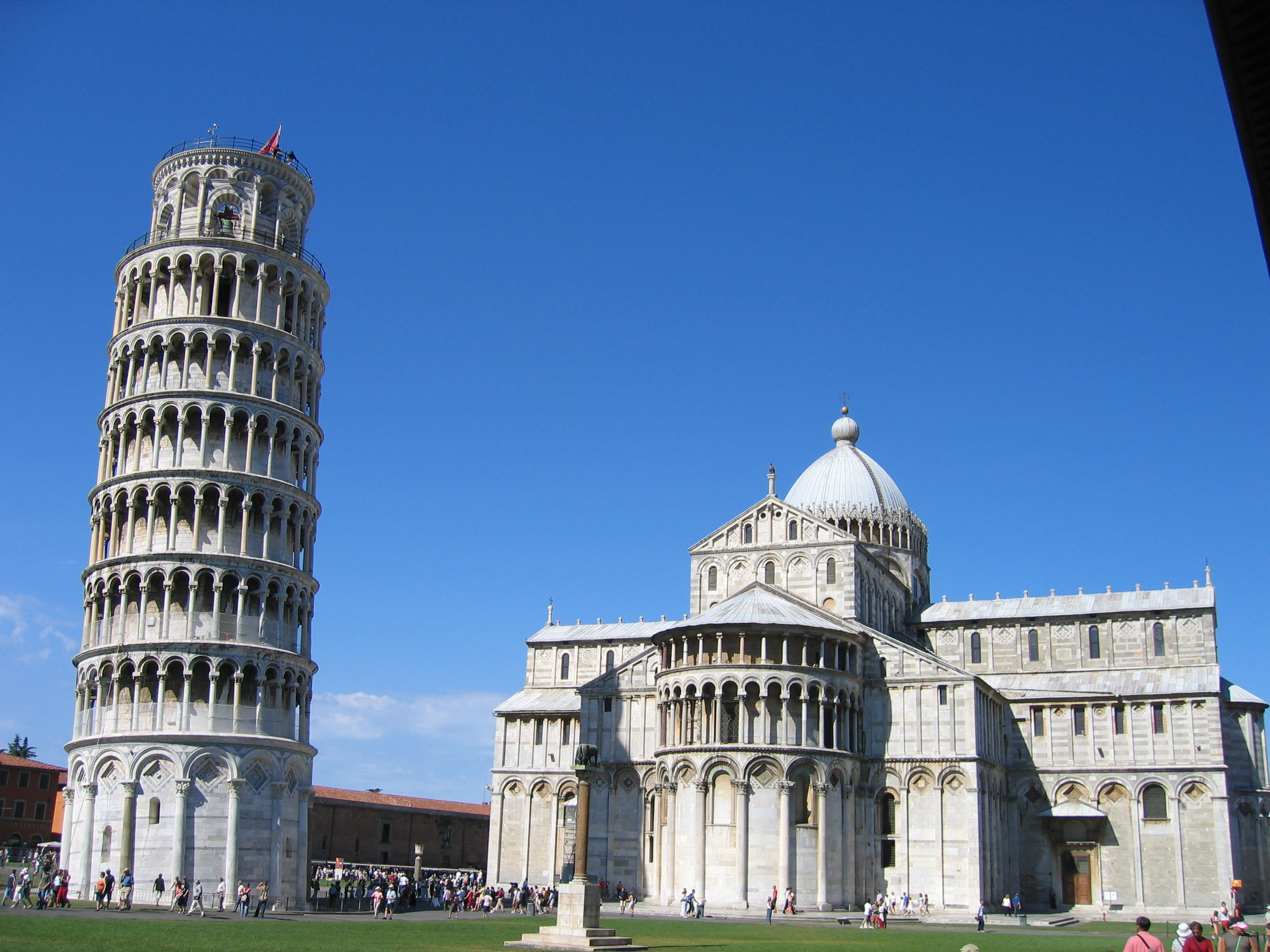
La torre y la catedral

Alessandro della Gherardesca excavó un camino alrededor de la torre para hacer visible la base. Esto causó una inundación de la base y, de nuevo, un incremento de su inclinación.
El 27 de febrero de 1964, el Gobierno de Italia pidió ayuda para evitar la caída de la torre de Pisa.
A partir de 1993, se añadieron 870 toneladas de contrapesos de plomo, que enderezaron ligeramente la torre.
La torre fue cerrada al público el 7 de enero de 1990, tras más de dos décadas de estudios de estabilización y espoleado por el abrupto derrumbe de la Torre Cívica de Pavía en 1989. Las campanas fueron retiradas para aliviar algo de peso, y los cables fueron cinchados alrededor del tercer nivel y anclados a varios cientos de metros. Los apartamentos y las casas que se encontraban en la trayectoria de una posible caída de la torre fueron desalojados por seguridad. El método elegido para evitar el derrumbe de la torre fue reducir ligeramente su inclinación hasta un ángulo más seguro retirando 38 metros cúbicos (10 039 galAm) de tierra de debajo del extremo elevado. La inclinación de la torre se redujo en 45 centímetros (17,7 plg), volviendo a su posición de 1838. Tras una década de esfuerzos de reconstrucción y estabilización, la torre se reabrió al público el 15 de diciembre de 2001, y fue declarada estable durante al menos otros 300 años. En total, se retiraron 70 toneladas de tierra.
Las labores de consolidación han permitido que la inclinación sea la que tenía en 1700, 3.9 metros de la vertical.

## Construcción

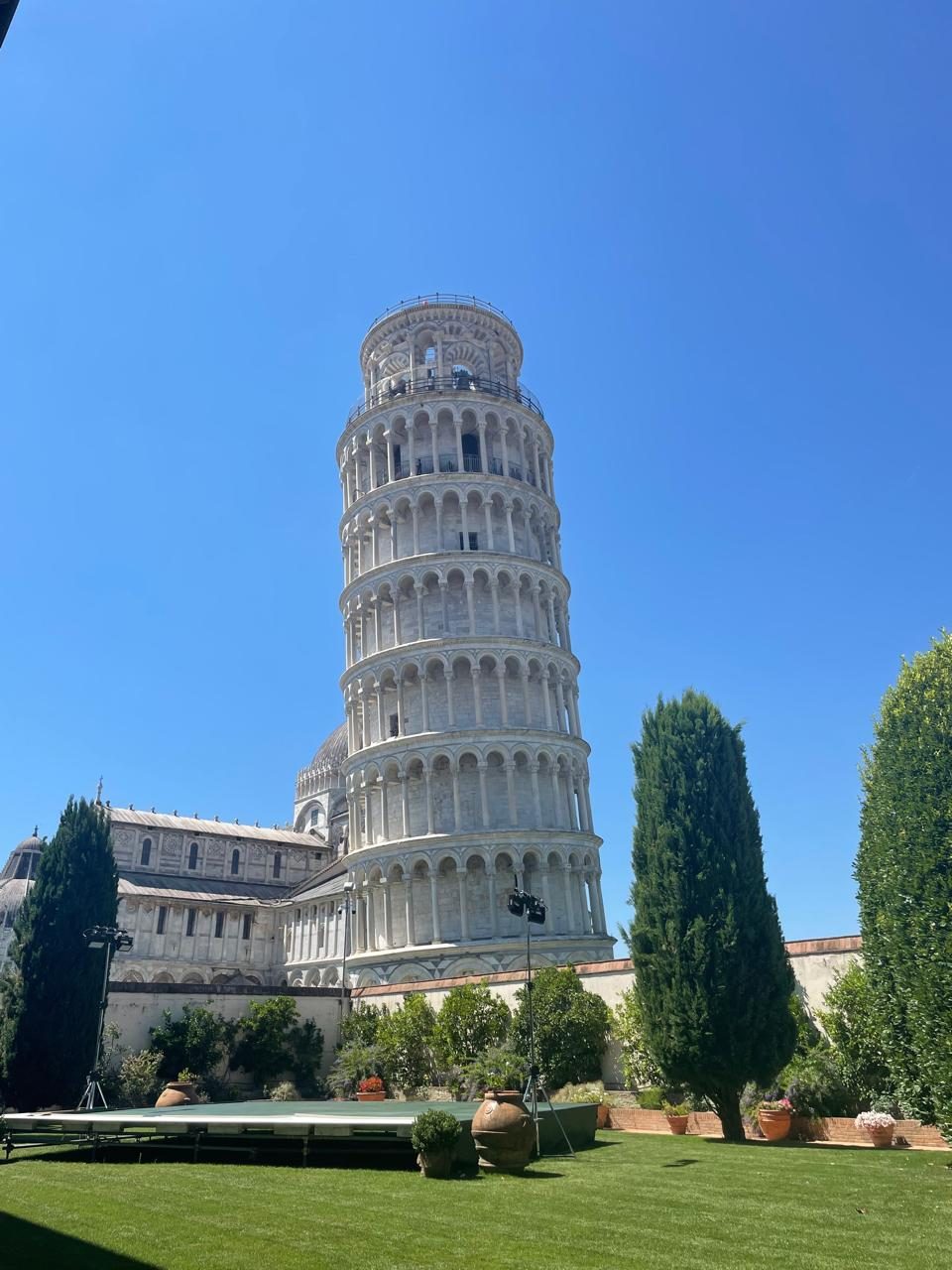
Torre de Pisa

La construcción de la torre se llevó a cabo en tres etapas a lo largo de 199 años. El 5 de enero de 1172, Donna Berta di Bernardo, viuda y residente de la casa dell'Opera di Santa Maria, legó sesenta soldi a la Opera Campanilis petrarum Sancte Marie. La suma se destinó a la compra de algunas piedras que aún forman la base del campanario. El 9 de agosto de 1173, se colocaron los cimientos de la torre. Las obras de la planta baja del campanile de mármol blanco comenzaron el 14 de agosto del mismo año, durante un periodo de éxitos militares y prosperidad. Esta planta baja es una arcada ciega articulada por columnas adosadas con capiteles corintios clásicos. Casi cuatro siglos después Giorgio Vasari escribió: "Guglielmo, según se dice, en el año 1174, junto con el escultor Bonanno, puso los cimientos del campanario de la catedral de Pisa".
La torre comenzó a hundirse después de que la construcción hubiera avanzado hasta el segundo piso en 1178. Esto se debió a una cimentación de apenas tres metros, asentada en un subsuelo débil e inestable, un diseño defectuoso desde el principio. Posteriormente, la construcción se detuvo durante casi un siglo, ya que la República de Pisa estaba casi continuamente enzarzada en batallas con la Génova, la Lucca y Florencia. Esto dio tiempo a que el suelo subyacente se asentara. De lo contrario, la torre se habría derrumbado casi con toda seguridad. El 27 de diciembre de 1233, el obrero Benenato, hijo de Gerardo Bottici, supervisó la continuación de la construcción de la torre.
El 23 de febrero de 1260, Guido Speziale, hijo de Giovanni Pisano, fue elegido para supervisar la construcción de la torre. El 12 de abril de 1264, el maestro de obras Giovanni di Simone, arquitecto del Camposanto, y 23 trabajadores fueron a las montañas cercanas a Pisa para cortar mármol. Las piedras cortadas se entregaron a Rainaldo Speziale, obrero de San Francesco. En 1272, la construcción se reanudó bajo Di Simone. En un esfuerzo por compensar la inclinación, los ingenieros construyeron pisos superiores con un lado más alto que el otro. Debido a esto, la torre es curva. La construcción se detuvo de nuevo en 1284, cuando los pisanos fueron derrotados por los genoveses en la Batalla de Meloria.
El séptimo piso se terminó en 1319. La cámara de las campanas se añadió finalmente en 1372. Fue construido por Tommaso di Andrea Pisano, que logró armonizar los elementos Gótica del campanario con el estilo Románico de la torre. Hay siete campanas, una por cada nota de la escala mayor musical. La mayor se instaló en 1655.

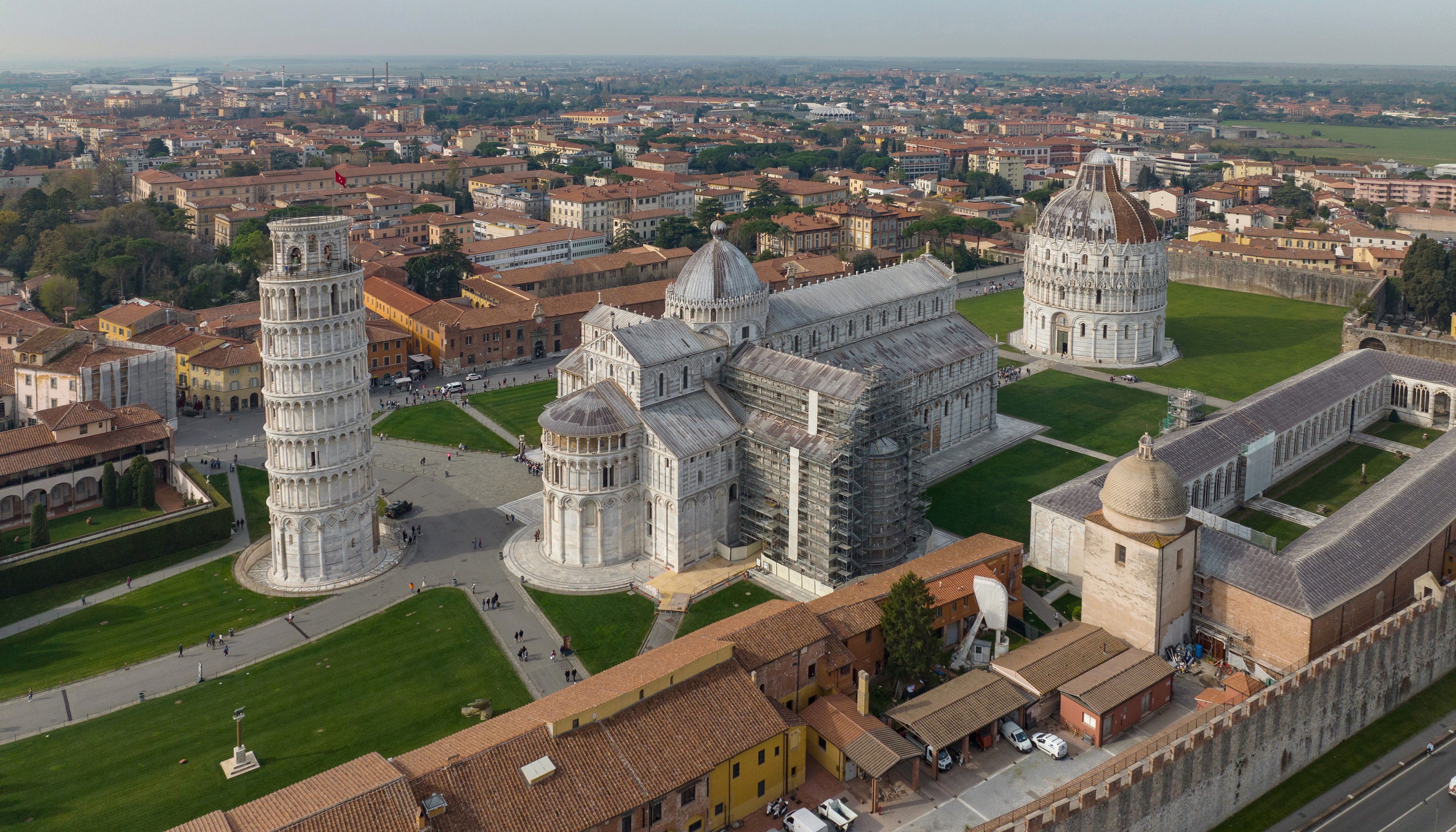
Vista panorámica (de izquierda a derecha) del Campanile (Torre inclinada de Pisa), la Catedral de Pisa, y el Baptisterio de Pisa en la Piazza dei Miracoli

## Campanas
- Assunta - La más grande, pesa 2 600 kg y fue fundida en 1654 por Giovanni Pietro Orlandi.
- Crucifijo - pesa 1 850 kg y fue fundido originalmente en 1572 por Vincenzo Possenti, luego refundido en 1818 por Gualandi da Prato.
- San Ranieri - pesa 1 150 kg y fue refundida varias veces, la última en 1735 por Pier Francesco Berti de Lucca.
- Dal Pozzo - fue fundida en 1606, dañada por los bombardeos durante la última guerra mundial, fue convertida en museo y en 2004 se insertó en su lugar una copia de la fundición Marinelli de Agnone con un peso de 490 kg.
- Pasquereccia - pesa 1 014 kg fundida en 1262 por Lotteringio di Bartolomeo (Locterineus de Pisis).
- Terza - pesa 330 kg y fue fabricada por artesanos loreneses o alsacianos en 1473.
- Vespruccio - pesa 120 kg realizada en el siglo XIV y refundida en 1501.

Las campanas suenan antes de las misas en la catedral y al mediodía mediante un sistema de electrocampanas.
En la antigüedad, cada campana estaba dedicada a un momento del día litúrgico. Por ejemplo, la Pasquereccia tocaba para la Pascua, la Terza a la tercera hora del día (nueve de la mañana), la campana Vespruccio a la hora de las vísperas (seis de la tarde).
Hay noticias de una campana tomada de la iglesia de San Michele en Guamo, cerca de Lucca, luego refundida para formar un "nuevo concierto".
La campana de San Ranieri se llamaba originalmente "Justicia" y estaba en el palacio del mismo nombre. Solía sonar por la muerte de los traidores, y supuestamente también sonó por la muerte de Conde Ugolino. Fue llevada al campanario en el siglo XV para sustituir a la Pasquareccia original y posteriormente refundida en 1606.

## Otros datos
- Latitud: 43°43′23″ N
- Longitud: 20.396389
- Altitud de la Piazza dei Miracoli: seis metros.

- Altura: 55.86 metros. Ocho plantas
- Diámetro externo de la base: 15,484 metros
- Diámetro interno de la base: 7.368 metros.

- Peso: 14 700 toneladas métricas
- Grosor de las paredes en la base: seis metros
- Dirección de la inclinación: 1272-1997 Sur, 1173-1250 Norte.

- Número total de campanas: Siete, acorde con la escala musical.
- Campana más grande: L'Assunta (La Asunta), de tres toneladas y media, realizada en 1655.
- Campana más antigua: Pascuarecia.

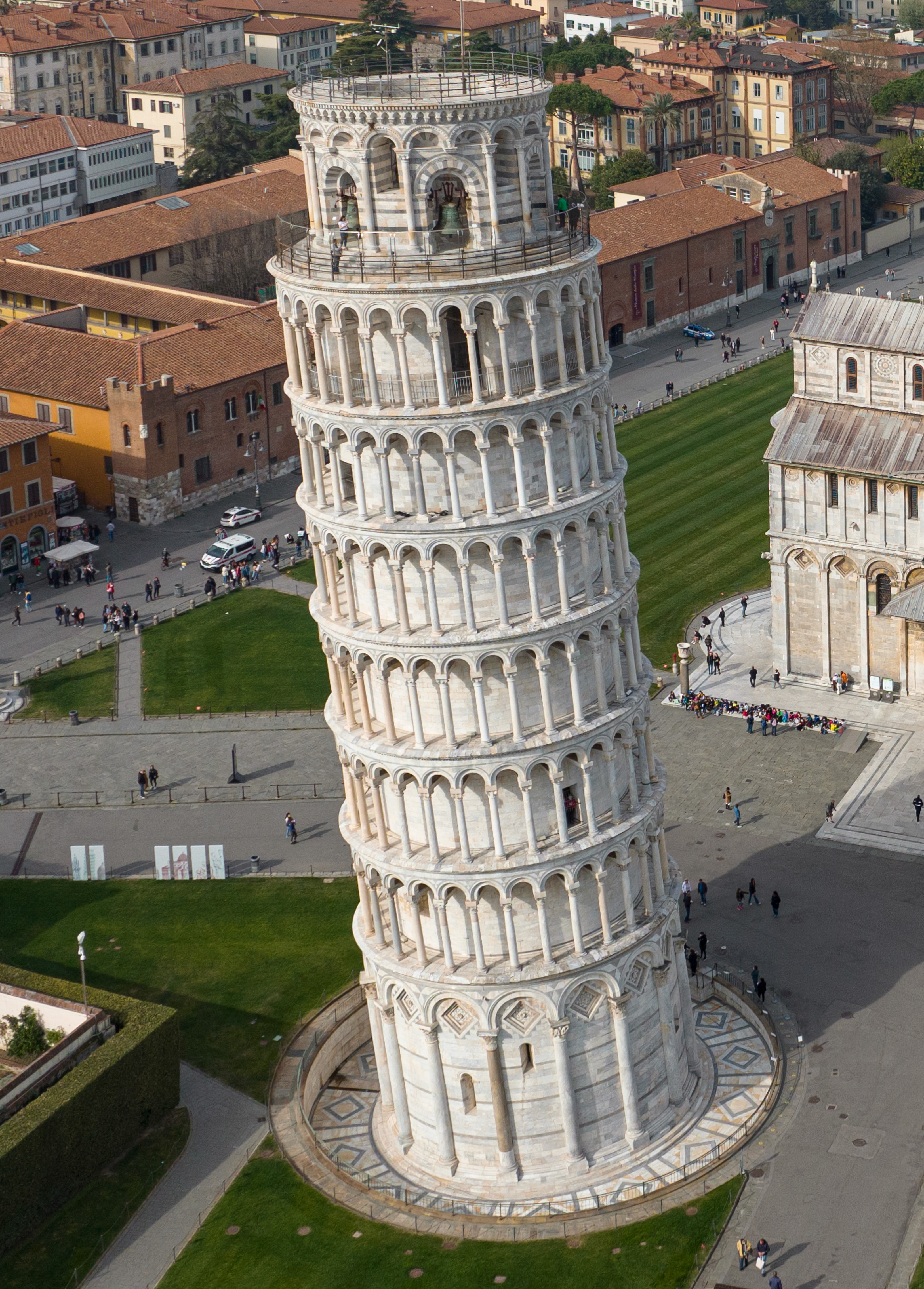
Campanario de Pisa

- Número de escalones: 294.